# クラレンス・キングスバリー
クラレンス・ブリックウッド・キングスバリー（Clarence Brickwood Kingsbury 1882年11月3日 – 1949年3月4日）は、イングランド、ポーツマス出身の自転車競技（トラックレース）選手。

## 経歴
1908年ロンドンオリンピックの20kmレース及び1980ヤード団体追い抜きで優勝。この他、5kmレースでは5位、スプリントでは決勝に進出したが不成立となった。
引退後は生誕地のポーツマスでパブを経営。私生活では2人の娘をもうけたが、2人はともにバドミントンの選手となり、ともにシングルスで2回ずつ全英選手権を制した。